# 尾上規喜
尾上 規喜（おのえ きよし、1935年3月16日 - ）は、日本の放送技術者、実業家。元フジ・メディア・ホールディングス取締役（常勤監査等委員）、元フジテレビジョン監査役。

## 経歴
京都府宮津市出身。京都府立宮津高等学校卒業後、日本大学芸術学部写真学科卒業。フジテレビジョン開局前の1958年12月に同社に入社。
入社後は映画部写真室を皮切りに報道部外信班、放送部主事、放送技術局部長（技術管理）、総務局人事部長などを経て1987年6月、技術局長。
1989年6月、取締役技術局長。1991年6月、取締役 総務・人事担当兼人事局長、1992年6月、常務取締役。1994年7月、常務取締役 総合調整担当、1997年6月、専務取締役 管理業務本部長。1999年6月、代表取締役副社長 業務総括。2001年6月、取締役相談役。2003年6月、取締役副会長。2005年6月、常勤監査役。2008年10月、フジテレビジョン監査役。2020年6月、フジ・メディア・ホールディングス取締役（常勤監査等委員）。
2025年6月25日をもって、フジ・メディア・ホールディングス取締役（常勤監査等委員）とフジテレビジョン監査役を退任。

## 日枝久との関係
フジ・メディア・ホールディングス及びフジテレビジョンではドンである日枝久の腹心として剛腕で知られた。両社の隅々まで知り尽くしており、遠藤龍之介（前フジテレビジョン取締役副会長）も金光修（前フジ・メディア・ホールディングス代表取締役社長）も尾上には全く頭が上がらなかった。フジテレビは日枝と尾上の90歳近い2人が組織を動かしており、2人はそれぞれの頭文字を取り、「HOライン」と呼ばれていた。
高堀冬彦（放送コラムニスト）によると、尾上は古くからの日枝の懐刀で、日枝が上級幹部の人事を決め、尾上が現場人事を差配するという関係であった。尾上はフジ・メディア・ホールディングスとフジテレビに情報網を張り巡らしていて、それを利用して日枝は自分に反旗を翻しそうな人物を未然に摘発してきた。
フジサンケイグループの歴史を綴った中川一徳『メディアの支配者（上）（下）』（講談社文庫、2009年6月）によると、1963年11月のケネディ大統領暗殺事件の時、フジテレビ報道部外信班キャップだった上野一彦の下、外信班員だった日枝や尾上らが火事場さながらに社内を走り回ったとあり、この頃からの付き合いであることが判る。また、1968年7月に日枝がフジテレビ労働組合の書記長に就いた際、尾上は法対部長を務めている。そして、鹿内春雄がフジテレビの実権を握る1980年代に入ると日枝を始めかつての組合幹部が要職に抜擢されるようになり、尾上も人事部長に就いた。また、1992年に日枝がクーデターで鹿内宏明を追放した後、お台場の新社屋の建設委員長となった際、尾上（当時、常務取締役）は建設事務局長として実務を預かった。
『メディアの支配者』の続編である中川一徳『二重らせん 欲望と喧噪のメディア』（講談社、2019年12月）によると、尾上は1997年8月のフジテレビ上場（当時、専務取締役）や2003年7月の村上世彰によるフジサンケイグループ資本再編成の提案（当時、取締役副会長）にも日枝の命を受けて水面下で交渉、折衝の任務に携わっていることが判る。

## 中居正広・フジテレビ問題に際して
尾上は2025年2月2日午後、『週刊文春』の取材に応じ、中居正広・フジテレビ問題に関してもう株主代表訴訟を起こされているかと訊かれると、「（起こすには）条件があるんです。一定の株式を所有して、しかも維持していると。ただ、手続き上の問題がありますから、内容を精査しています」「1月に入ってから2通来ているんです。1人ずつ別の方が。条件に該当しているかどうか含めて手続き中。弁護士に（確認している）。監査役の専管事項なので」と答えた。続いて『週刊文春』の記者が日枝久を始め取締役らが億単位の損害賠償を求められる展開も考えられるがと訊いたところ、尾上は「会社に損害を与えたって問題になる可能性もないわけではないですけど」と答えた。また、尾上は「一年半も事態が放置されていたっていうのはけしからん。大問題ですよ。伏せちゃったんだから隠蔽体質じゃないか。僕も日枝も知らなかったし、今回の件で日枝も怒っていますよ」と述べている。
2025年3月27日、フジ・メディア・ホールディングス及びフジテレビジョンは第三者委員会調査報告書の公表を目前にして取締役会を開き、日枝久の両社取締役相談役、フジサンケイグループ代表退任を始めとする大規模な役員体制刷新の人事を発表し、尾上も2025年6月25日の株主総会日をもってフジ・メディア・ホールディングス取締役（常勤監査等委員）、フジテレビジョン監査役を退任することが発表された。
2025年3月31日に第三者委員会調査報告書（全394ページ）が公表されたが、91ページから92ページにかけて「なお、××階とは、CX 内に広く通用する社内用語であり、CX本社社屋オフィスタワーの××階を示している（××には具体的なフロアの階数が入る）。××階には取締会会議室や秘書室（秘書室所管常務取締役である石原常務取締役はここで執務している）のほか、日枝氏の部屋、尾上規喜監査役（以下「尾上氏」又は「尾上監査役」という）の部屋、嘉納会長の部屋、港社長の部屋が置かれており、××階の意向とは、これらの「××階の住人の意向」ということを意味している。」「日枝氏の部屋は 82.32㎡（これに加え 25.6 ㎡の応接室及び30.65㎡の代表室書庫が隣接する）であって、76.86㎡の嘉納会長の部屋、45.92㎡の港社長の部屋よりも広い。日枝氏の部屋の隣には、社長の部屋と同面積の尾上監査役の部屋が配置されている。」と書かれている。
2025年6月25日のフジ・メディア・ホールディングス株主総会を目前にして出版された堀江貴文『フジテレビの正体』（宝島社、2025年6月）では尾上について「僕は、FMHが新しい取締役メンバーを発表する際、ひとつ注目していたことがあった。それは取締役だった尾上規喜氏の去就である。尾上氏は今回、日枝氏らとともに取締役を退任すると知り、僕は「一歩前進」と評価した。」「尾上氏はフジテレビがまだ開局する前の１９５８年に入社しており、まさにフジテレビの生き字引のような人物だ。僕がフジテレビを買収しようとしたときも「お前ら、あいつらに負けるのか！」と最前線で檄を飛ばしていたのがこの尾上氏（当時、フジテレビ副会長を経て常勤監査役）だったと聞く。外部からの経営干渉には日枝氏以上にファイティングポーズを取る、フジの「最後の砦」のような尾上氏が外されたことで、僕は「やっと時代が変わるかもしれない」と確信した。」と書いている。

## 監査役退任後
2025年7月6日放送の『検証 フジテレビ問題～反省と再生・改革～』（フジテレビ）で尾上はVTR出演し、3月末に日枝久のフジテレビジョン及びフジ・メディア・ホールディングス取締役相談役退任が発表される直前に日枝と話しており、「諸悪の元凶が日枝だっていう世論の動きには、やっぱり納得できない感じではありましたよね」と証言した。続けて「日枝に責任をかぶせるのはね、簡単なんですよ。そう言えばいいんだから。取締役が取締役（会）として経営責任を全体で担うわけですから」とも語った。また、この番組で日枝と尾上が互いを「のえちゃん」「きゅうちゅん」とあだ名で呼び合う関係であることが明らかにされた。

## 受賞歴
- 第57回前島密賞（2011年度）